# Multioppia pulchra
Multioppia pulchra är en kvalsterart som beskrevs av D. Timothy J. Littlewood och Wallwork 1972. Multioppia pulchra ingår i släktet Multioppia och familjen Oppiidae. Inga underarter finns listade i Catalogue of Life.